# Hugo Blandamuro
Hugo Antonio Blandamuro Ruiz (Montevideo, 29 de diciembre de 1948) es un actor de cine, teatro, televisión, radio y dramaturgo uruguayo. 
Nacido en el barrio La Comercial, hijo del empleado del Correo Uruguayo Antonio Blandamuro y de la enfermera Blanca Ruiz. Desde muy niño, le interesó todo lo artístico inculcado por su hermana y que, al divorciarse sus padres, entre Blanca (su madre) y Maite (su hermana) se encargaron de su crianza.
Estudio en la Scuola italiana di Montevideo hasta cuarto año y luego pasa a estudiar en el colegio de los Padres Claretianos, lugar donde al día de hoy continúa concurriendo todos los 12 de cada mes a la celebración de la onomástica de San Pancracio. A los 9 años estudió, además, en la escuela de teatro infantil Blanca Podestá, bajo la dirección de Oscar Casalas, en el desaparecido Teatro Cervantes de Montevideo que estaba ubicado en la esquina de las calles Soriano y Andes de la ciudad de Montevideo. De allí pasa al Teatro Ta-Te-Ti bajo la dirección de Roberto Rius, quien lo lleva a Canal 10 para integrar "El Circo de Pif Paf", que se emitía de lunes a viernes a las 17:00 h. Conjuntamente con las Marionetas de Montevideo, también en Canal 10, protagonizó con 13 años “El Rey de los Muñecos” que se emitía los sábados en el horario de la mañana. Pasaron los años, trabaja en Casa Solertienda emblemática de la época y al salir concurría al Club Neptuno, dónde Isabel Martínez tenía un grupo de teatro, el cual integró y trabajo en la comedia policial “Tres piernas de mujer”. Isabel como directora, le vio pasta de actor y lo llevó a la fusión artística del “Teatro del Pueblo” y “Grupo 68”. Bajo la dirección de Carlos Aguilera estreno “Una pasión arrabalera” y desde ese momento integró el elenco de Grupo 68, en el cual protagonizó varias obras de niños y de adultos. Pero quería aprender más (pues escuela de arte escénico, no había hecho) fue entonces que realizó los tres años de escuela en “Teatro del Pueblo” Teatro Victoria. Al terminar, se había abierto las clases en “Teatro Uno” con Alberto Restuccia y Luis Cerminara. Allí hizo el curso de dos años y siempre lo dice, conoció al mejor de todos los profesores “El Bebe Cerminara”. Pero en ninguno de los cursos, había un estudio específico de la voz, por tal motivo comenzó durante varios años, a tomar clase con Roberto Fontana (maestro de los maestros en educación de la voz). En “Teatro del Pueblo” toma clase de Pantomima con Bruno Mussitelli y Nelson Albano así como también de dirección con el actor y director teatral Nelson Flores. Y allí comienza su carrera paralela de Actor-Director y Adaptador, con su primer adaptación para teatro de “Cuentos Montevideanos” de Mario Benedetti. Lleva más de cien puestas en escena entre, teatro para niños y para adultos en su mayoría comedias, óperas y zarzuelas.  

## Dirección Teatral
- ¡Esta noche mejor no!
- ¿Yo me bajo en la próxima y usted?
- A todas las ame
- Azafatas
- Babilonia
- Boeing-Boeing
- Brams o La Komedia de los Herrores.
- Brujas
- Cinco horas con Mario
- Cuentos montevideanos (adaptación para teatro de textos de Mario Benedetti)
- Debajo de las polleras
- Desvergonzados
- Divorciadas y Vegetarianas
- El aniversario / El oso
- El avaro
- El conventillo
- El debut de la piba
- El enfermo imaginario
- El Murguista
- El Profe
- Esta noche es la noche
- Feliz día papá
- Infieles
- Inquilinos
- La fiaca
- La guerra de nuestros antepasados
- La isla desierta
- La lechuga
- La Mantis
- La otra cara del ángel
- La perla negra (ópera en homenaje a Lágrima Ríos)
- La perseguida hasta el catre (Comedia Nacional)
- La tragedia del hombre que busca empleo
- Las cosas que nunca me contaron
- Lo que cuesta decir
- Lo que ellos quieren
- Lorca (Vida y obra)
- Los días contados
- Mujeres en el armario (Florencio Mejor Elenco)
- Nostalgeses (Nominada al Florencio)
- Pato a la Naranja
- Picardilladas
- Pijamas
- Por riñas y disputas
- Príncipe entre Reinas
- Que gran hombre mi patrón
- Quiniela
- Réquiem para una muñeca (Comedia Nacional)
- Sánchez de ayer y de hoy
- Sarita y Michelle
- Siempre en otoño
- Solo para mujeres
- Swingers
- Swingers 2 (Estreno Grupo Cine)
- Taxi
- Un Cacho de Vida (tercera temporada Teatro del Centro)
- Un extraño entre mis sábanas
- Un sombrero lleno de lluvia
- Cada cual que atienda su juego
- Cuentos a la hora de la siesta
- Dinosaurios en apuros
- El carnaval de los animales
- El casamiento de Doña Paca (Nominada para los premios Florencio)
- El país de no sé donde
- Floripón al ataque
- La pulga del porqué
- La reina caprichosa
- La vaquita cuadrada
- Las aventuras de Meteoro
- Las travesuras de Scapin (Nominada para los premios Florencio)
- Los ositos cariñosos
- Picardilla y el Pirata Panzón
- Picardilladas (Ganadora del VI Festival de Teatro Infantil)
- Toda la serie de Cachilo (7 obras)
- Travesuras del Abuelo
- Un país de no sé dónde

## Dirección Teatro Infantil
- Cada cual que atienda su juego
- Cuentos a la hora de la siesta
- Dinosaurios en apuros
- El carnaval de los animales
- El casamiento de Doña Paca (Nominada para los premios Florencio)
- El país de no sé donde
- Floripón al ataque
- La pulga del porqué
- La reina caprichosa
- La vaquita cuadrada
- Las aventuras de Meteoro
- Las travesuras de Scapin (Nominada para los premios Florencio)
- Los ositos cariñosos
- Picardilla y el Pirata Panzón
- Picardilladas (Ganadora del VI Festival de Teatro Infantil)
- Toda la serie de Cachilo (7 obras)
- Travesuras del Abuelo
- Un país de no sé dónde

## Regisseur (Director de Escena)
- Pro Opera Teatro Solís
- Comedia Nacional de Zarzuelas: Luisa Fernanda
- Carmen
- El Barbero de Sevilla (Zarzuela)
- Evita
- La del manojo de rosa (Zarzuela)
- La del manojo de rosas (Zarzuela)
- La ópera y el amor (Sala Zitarrosa homenaje a J.J. Brenta)
- La Verbena de la paloma
- María de Buenos Aires
- Marta Gruni (Opera con el SODRE)

## Dirección Televisiva
- Al desnudo (Canal 5) Montevideo, Uruguay
- Color match (Canal 13) Asunción, Paraguay
- Escuelita Nueva Olita (Canal 12) Montevideo, Uruguay
- La hora de las compras (Canal 2 y 13) Asunción, Paraguay

## Teatro
- ¡Ufa con el sexo! (D. Sáenz)
- Ah Soledad (E. O’Neill)
- Alta vigilancia (Genet)
- Asesinos asociados (Versión Sergio Otermin)
- Así es la vida (Malfatti)
- Auto da compadecida (Suassunna)
- Azul resplandor (Dir. Marcelino Duffau)
- Babilonia (A. Discépolo)
- Boeing – Boeing (Versión Charlone Ortega)
- Chocolate y ajo (Eduardo Sarlós)
- Crónicas de bien nacidos (M. Leites)
- Digo basta (Dino Armas)
- Doce hombres en pugna (Versión Charlone Ortega)
- El casamiento (Gogol)
- El pasado (Florencio Sánchez)
- El zoológico de Cristal (T. Williams)
- En el mediodía (J. Lassner)
- Happening (H. M. Varela)
- Homos Calvus (Eduardo Sarlós)
- Ivanov (Antón Chéjov)
- La Gringa (Florencio Sánchez)
- La pecera (Eduardo Sarlós)
- La vida que te di (Pirandello)
- La zapatera prodigiosa (F. G. Lorca)
- Las noches blancas (F. Dostoyevski)
- Las ranas (Mauricio Rosencof)
- Los caprichos de Mariana (A. De Musset)
- Los Lirios (Michel Bouchard)
- Mamá (versión 2012 – Dir. Omar Varela)
- Mamá (Versión Jorge Denevi)
- Modisto de señoras (Feydeau, invitado por Teatro el Galpón con dirección Jorge Denevi)
- Montevideanos (Mario Benedetti)
- Palmas para Rudolf Shiutz (Versión Elena Zuasti)
- Parecido a la felicidad (Alejandro Sieveking)
- Pasos sobre el cielo raso (Versión Jorge Denevi)
- Pato a la naranja (Versión Charlone Ortega)
- Que hago yo con dos maridos (Ribeiro y Santana)
- Una luna para el bastardo (Nominado Actor de reparto)
- Una pasión arrabalera (Habbeg)

## Teatro Infantil
- Carnaval de los animales (J. C. Ratto)
- El circo (Amabile)
- El mono relojero (J. C. Patrón)
- El raterillo (Versión Angelita Parodi)
- Juguetes en apuros (J. C. Ratto)
- La hormiguita fea (Amabile)
- La isla encantada (O. Casalas)
- La pulga del porqué (N. Terra)
- La reina caprichosa (Amabile)
- La vaquita cuadrada (H. Compte)
- Las calabazas de Río Chueco (H. Di Dorio)
- Mi amigo el monstruo (Florencio Mejor Actor)
- Pandillas jugando (D. Armas)
- Toda la serie de Cachilo

## Televisión
- Toda la serie de Cachilo
- Correo de los solitarios (Canal 5)
- De Pago en Pago (Canal A+V y red del interior)
- Doce hombres en pugna (Canal 4)
- Dos caraduras con suerte (Canal 4)
- El circo de Pif Paf (Canal 10)
- El curro Jiménez (Canal 10 – Televisión Española)
- El rey de los muñecos (Canal 10)
- Gran teatro del mundo (Canal 10)
- Hogar dulce hogar (Canal 10)
- La escuelita Nueva Olita (Canal 12)
- Las novias de Travolta (Canal 12)
- Los diez mandamientos (Canal 10)
- Pijamas al sol (Canal 5)

## Cine
- Al morir la matinée (como el padre dueño del cine)
- Acné (como el quinielero)
- Polvo nuestro que estas en los cielos
- El baño del Papa (como el tarta dueño del bar)
- El último tren (como el bolichero)
- En la puta vida (como el Gordo)

## Publicidad
- Banco Comercial
- Bayer
- Refresco Jugolin
- Pernigotti
- Tarjeta Plata

## Radio
- En compañía (Emisora Azul FM y Alfa)
- Gran Radio teatro Royal (CX 8 Radio Sarandí)
- La Chimba y el Tola (CX 22 Universal)

## Docencia
- Escuela de Arte Dramático Infantil de Cristina Morán
- Escuela de Actores Asociados
- Escuela de Teatro de Imilce Viñas
- Teatro Libertad (San José)
- Curso Nocturno Nº 7 (Primaria)
- Taller de Expresión teatral y televisiva (Teatro El Tinglado)
- Taller teatral Colegio Santa Rita (Asunción-Paraguay)
- Escuela de Arte Escénico (Teatro El Tinglado)
- Escuela de Arte Escénico (AGADU)
- Formación en Comunicación (F.E.C)
- Curso No 1-3 y 7 para Adultos (CODICEN)
- Curso No 2 Jóvenes y Adultos (CODICEN)
- Taller de Arte Escénico-Jóvenes y Adultos (AGADU)
- PLENADI (Capacidades Diferentes)
- A.P.R.I (Capacidades Diferentes)

## Producciones Artísticas
- Teleteatrón: 5 horas de programa especial en Canal 5 para recaudar fondos para la casa del actor.
- Al desnudo: Ciclo televisivo Canal 5.
- Color match: Programa televisivo de variedades, Canal 2 y Canal 13 Asunción-Paraguay.
- La hora de las Compras: Programa diario de humor y ventas directas, Canal 13 Asunción- Paraguay.
- Feliz día Papá: Comedia de autor nacional, Teatro El Tinglado, 3 años en cartel.
- La Fiaca: Obra teatral, Teatro El Tinglado.
- FIA 2000: Producción ejecutiva y coordinación general del Congreso Internacional de Actores, con la presencia de actores de todo el mundo. Octubre de 2000, Intendencia Municipal de Montevideo.
- Durante 12 años presidió y llevo adelante la Institución Teatral “El Tinglado”.
- Sarita y Michelle: Obra teatral, Teatro Del Centro.
- Desde el 2000 hasta el 2014 trabajó para: Producciones Nacionales SAETA TV-Canal 10

## Autor
- ¿Yo me bajo en la próxima y usted? (Versión)
- Brujas (Versión)
- Cinco horas con Mario (Versión)
- Cuentos a la hora de la siesta(Infantil)
- Cuentos montevideanos (Versión y puesta en escena del libro)
- Desvergonzados (Versión)
- Dinosaurios en apuros (Infantil)
- Divorciadas y Vegetarianas (Versión)
- El Barbero de Sevilla (Versión)
- El conventillo
- El país de no sé dónde (Infantil)
- El vagón de la alegría
- Esta es otra historia (Infantil)
- Feliz día papá (Versión)
- Floripón al ataque (Infantil)
- La guerra de nuestros antepasados (Versión)
- La isla feliz (Infantil)
- La Lechuga (Versión)
- La Mantis (Versión)
- Las aventuras de Cachilo (Infantil)
- Lo que ellos quieren (autores Blandamuro-Villalba)
- Mi abuelito y yo (Infantil)
- Sánchez de ayer y hoy-
- Sarita y Michelle (Versión)
- Siempre en otoño (Versión)
- Una Boda Feliz (Versión actualmente Teatro del Notariado)

## Cargos
- Integrante de Administración sala de Teatro AGADU
- Integrante de Comisión de Cultura SUDEI
- Representante de AGADU en COFONTE (Comisión de Fondos para el Teatro)
- Director de Talleres de ACTORES ASOCIADOS